# Jeskyně v Krakovsko-čenstochovské juře
Jeskyně v Krakovsko-čenstochové juře jsou souborem mnoha set krasových jeskyní vzniklých v důsledku silných krasových procesů v období třetihor v oblasti Krakovsko-čenstochovské jury v jižním Polsku. Oblast je charakteristická vápencovým podložím a zdejší jeskyně mají vzhled typický pro vápencové masivy. Dalším typickým rysem jeskyní je teplota pohybující se kolem 7 až 8 stupňů a častá přítomnost netopýrů.
Celkový počet jeskyní se pohybuje okolo 1500. Největší jeskyní je Studnisko, která se nachází v přírodní rezervaci Sokole Góry a která je hluboká 77,5 metrů a dlouhá 337 metrů. Níže je uveden přehled největších jeskyní:
|    | Jeskyně                                         | délka v metrech | hloubka v metrech |
| 1  | Studnisko                                       | 337             | 77,5              |
| 2  | Jaskinia Wierna                                 | 1027            | 30                |
| 3  | Jaskinia Mamutowa (Jaskinia Wierzchowska Dolna) | 326             | 25                |
| 4  | Jaskinia Mąciwody                               | 185             | 22                |
| 5  | Jaskinia na Świniuszce                          | 127             | 37                |
| 6  | Jaskinia Wierzchowska Górna                     | 975             | 25                |
| 7  | Smocza Jama                                     | 230             | 15                |
| 8  | Jaskinia Ciemna                                 | 209             | 15                |
| 9  | Jaskinia Łokietka                               | 320             | 7                 |
| 10 | Jaskinia Nietoperzowa (Jaskinia Jerzmanowicka)  | 326             | 25                |

Posledních 5 jeskyní, které jsou zde v přehledu uvedeny, jsou veřejnosti přístupné.
V Mirowských Skalách v jeskyni Stajnia byly nalezeny kosti neandrtálce.

## Jednotlivé jeskyně

### Jaskinia Wierzchowska Górna
Tato jeskyně byla objevena v roce 1853. Archeologové objevili, že zde žili lidé již v neolitu o čemž svědčí např. kosti jeskynních medvědů z doby ledové.
Cestovní ruch se zde začal rozvíjet v 19. století, kdy zde byli  již průvodci. Vchody do jeskyně byly zajištěny palisádou a uvnitř se osvětlovalo pomocí čínských luceren. Nyní je návštěvní trasa dlouhá 700 metrů a prohlídka trvá asi 50 minut. Jeskyně je jedním z nejzajímavějších objektu v oblasti a byla vyhlášena kulturní památkou,

### Smocza Jama
Na vrchu jurského vápence se směrem k Visle se nachází Smocza Jama. Překlad názvu je dračí sluj. Podle legendy zde v této jeskyni žil drak a tohoto nebezpečného draka lstí přemohl rytíř Krak, jehož jméno město nese dodnes. Tato krasová jeskyně je jednou z turistických atrakcí Krakova.
Město do konce 1. světové války spadalo pod Rakousko. V roce 1919 bylo do jeskyně zavedeno schodiště se 136 schody a jeskyně byla osvětlena elektrickým proudem. V roce 1974 byla jeskyně zpřístupněna veřejnosti.
Spolu s centrem města Krakova je zanesena jeskyně na Seznamu světového dědictví UNESCO.

### Jaskinia Ciemna
První zprávy o jeskyni jsou již z roku 1691. Pro svoji výjimečnost byla již v roce 1924 prohlášena za památku. V roce 2018 zde byly nalezeny dětské kosti neandrtálců, což dokládá stáří přibližně 115 tisíc let.
Prohlídky jeskyně se uskutečňují pouze v létě, a protože není jeskyně osvětlena návštěvníci dostávají k prohlídce, která trvá 15 minut, svíčky.

### Jaskinia Łokietka
Jeskyně, která byla vyhlášena v roce 1927 za památku již svým jménem ukazuje, že se pojí s polskou historií. Podle pověsti se zde na 6 týdnů schovával Wladislaw Lokietko při svém útěku před českým králem Václavem II. Hlavní chodba vede do tzv. Rytířského sálu (25 x 10 metrů) a na něj navazují další části nazývané Ložnice (20 x 30 metrú) a Kuchyň. Celková délka chodeb a komor je 270 metrů. V jeskyni jsou dřevěné schody a trasa je osvícena elektřinou. Atraktivnost potvrzují i turistické návštěvy, jichž je ročně více než 90 tisíc.

### Jaskinia Nietoperzowa (Jaskinia Jerzmanowicka)
Jeskyně se nachází ve vsi Jerzmanowice. Je to jedna z největších jeskyní Krakovsko-čenstochovské vrchoviny a její název vychází z bohatých fosilních pozůstatků a v současnosti zde žijících druhů netopýrů.
Pro četné návštěvníky je vedle jeskyně parkoviště. Jeskyně je osvětlená a bezpečná. Návštěvy se uskutečňují s průvodcem.

## Fotogalerie

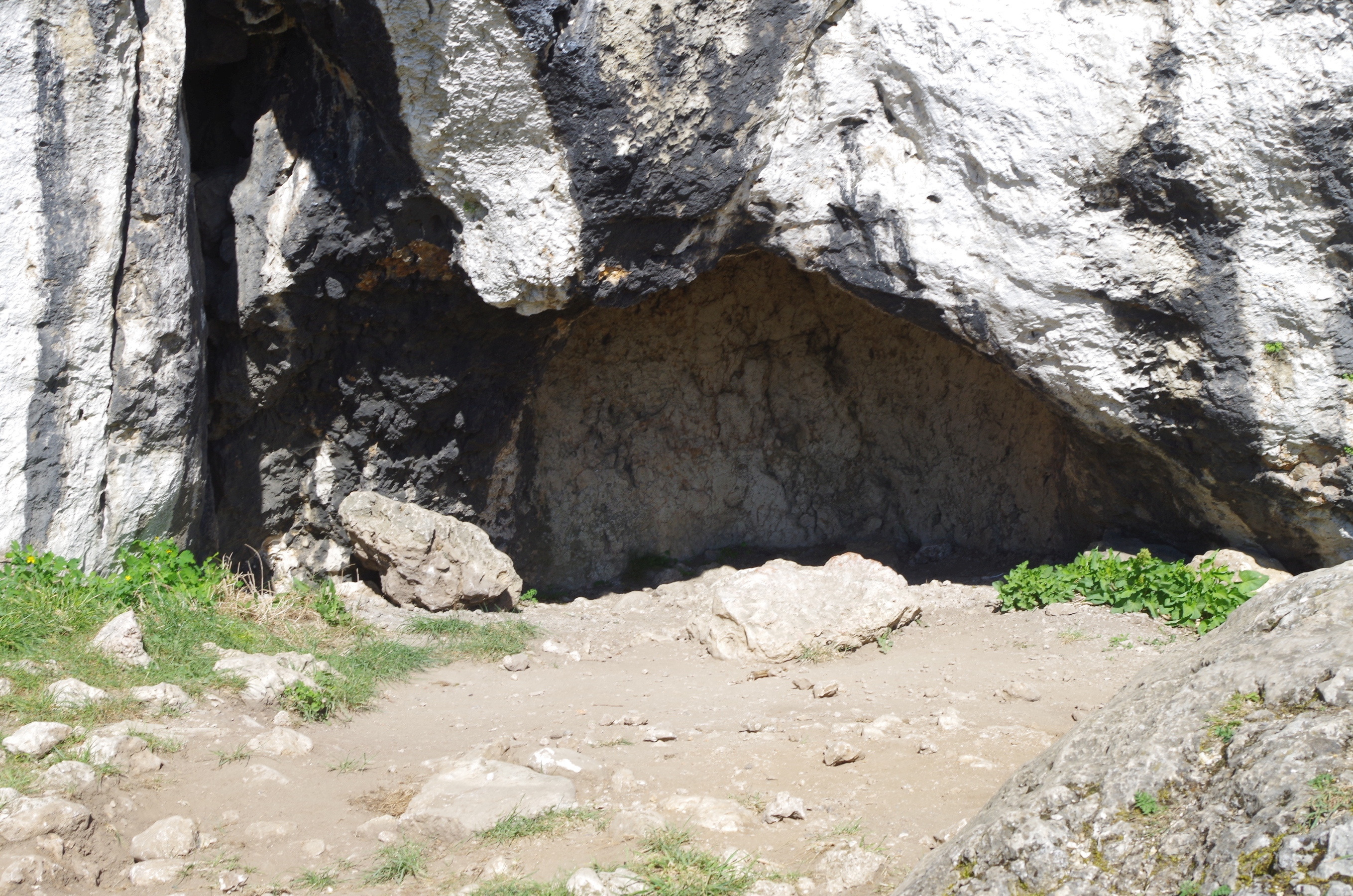
1. Studnisko
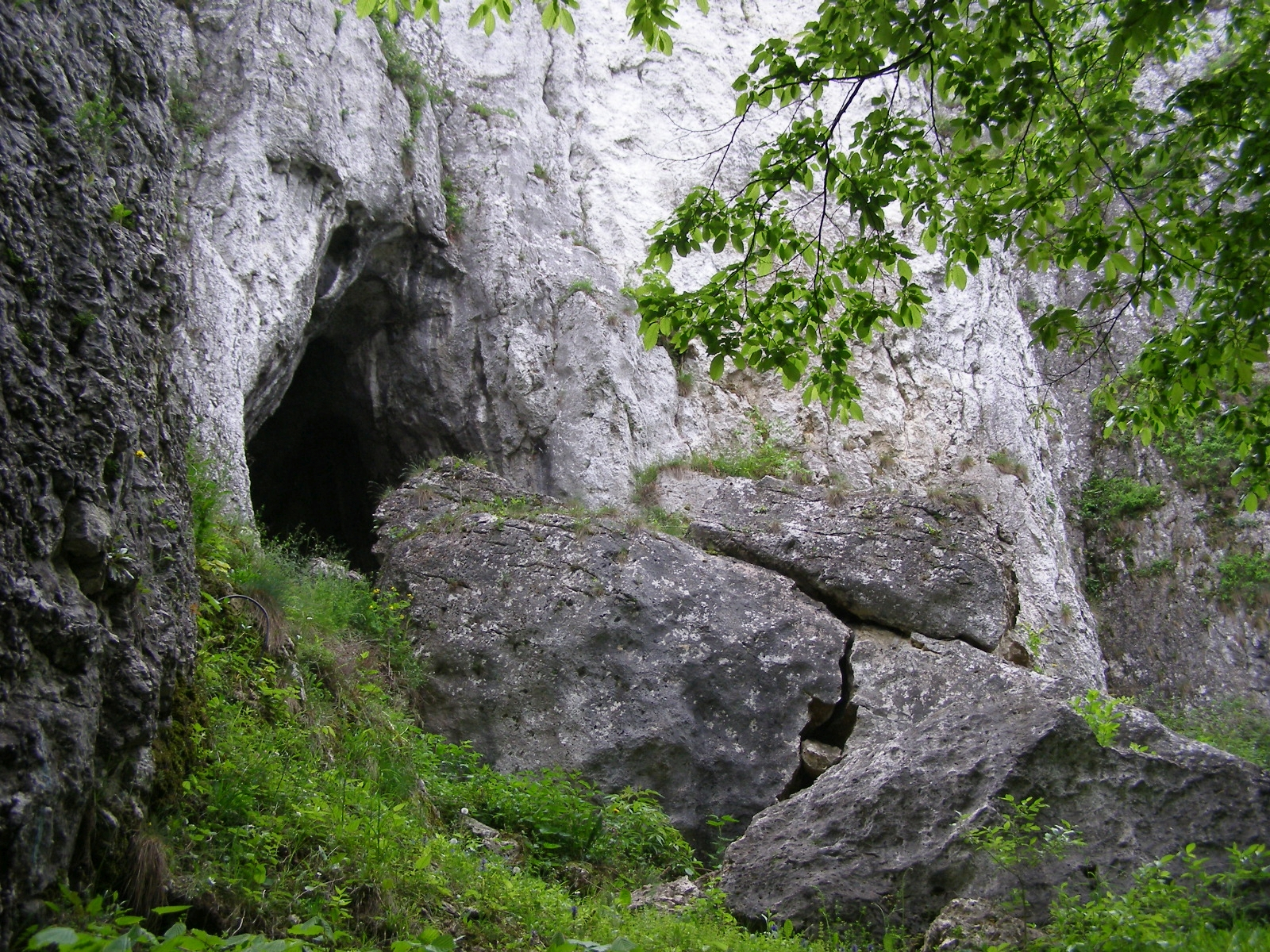
6.Wierzchowie Jaskinia Wierzchowska Gorna
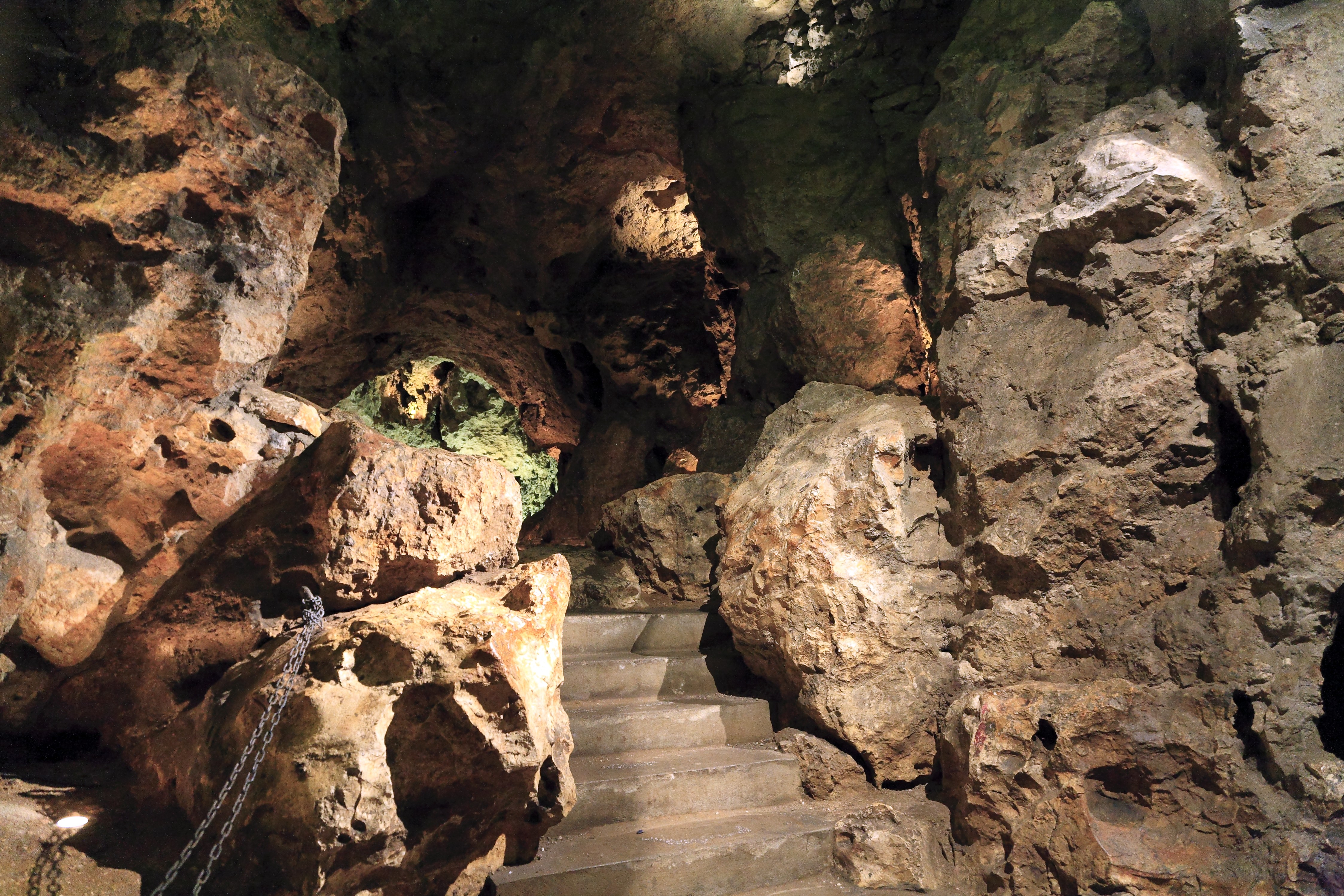
7.Smoczna Jama - Wawel, Dračí jáma
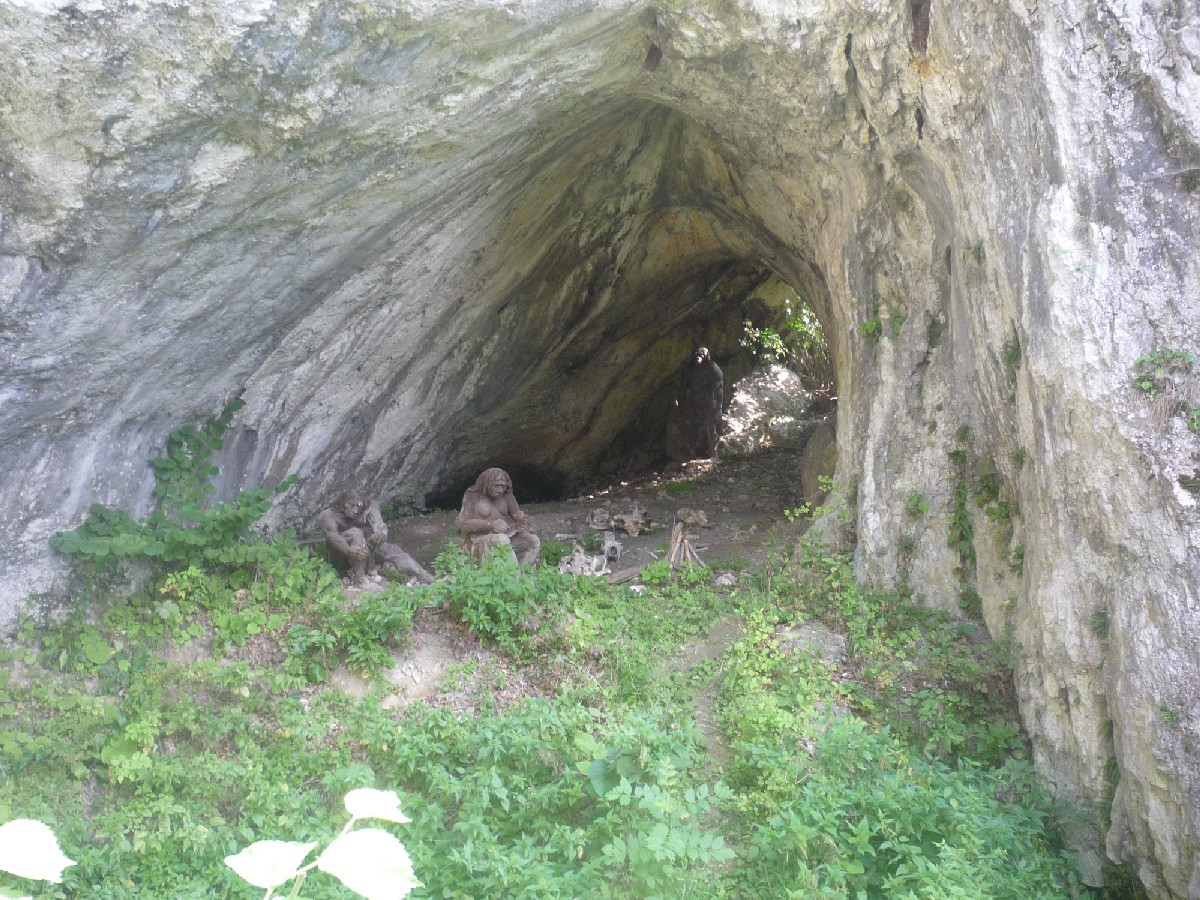
8.Jaskinia "Ciemna" - Ojców
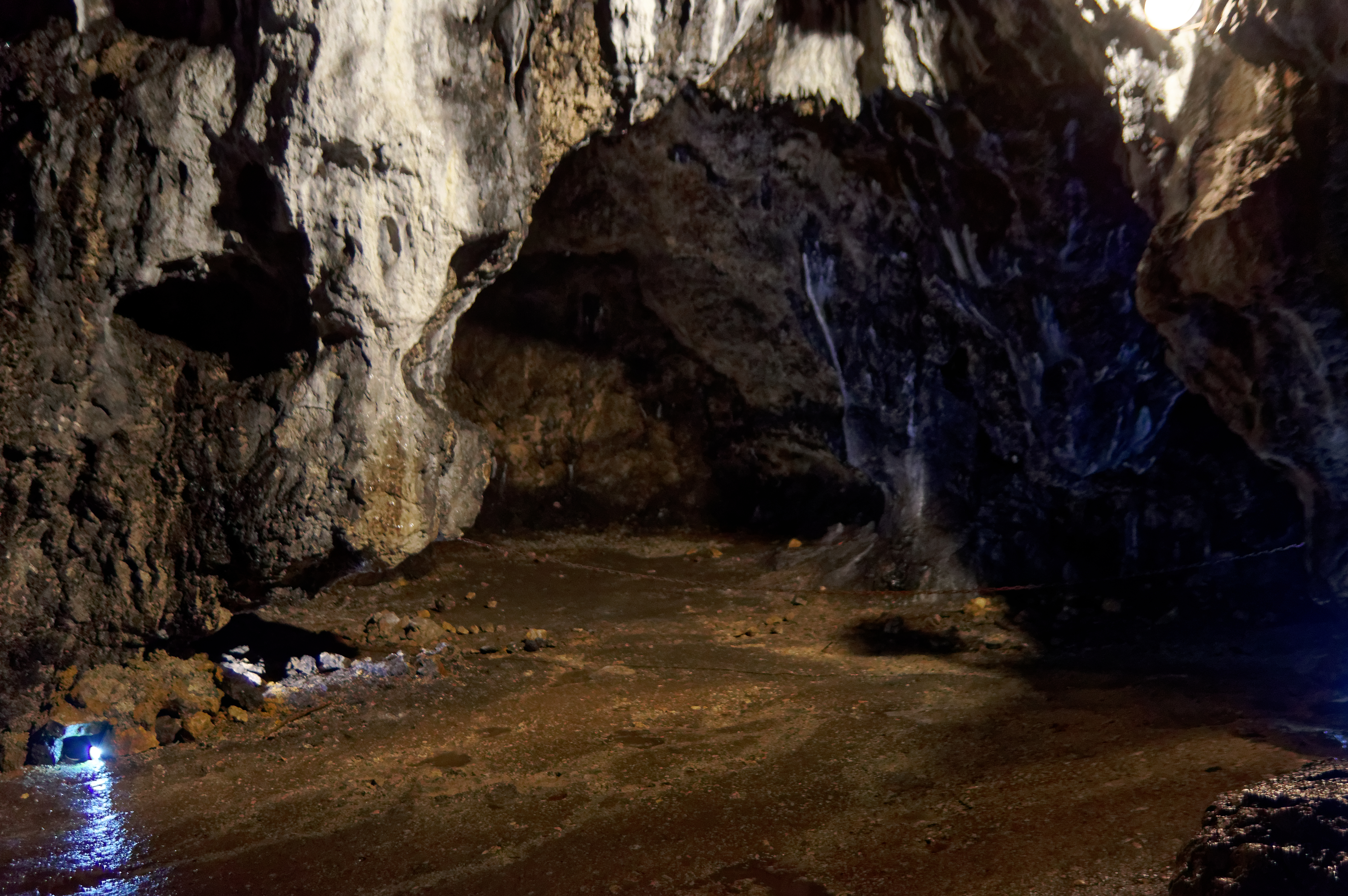
9. Jaskinia Łokietka
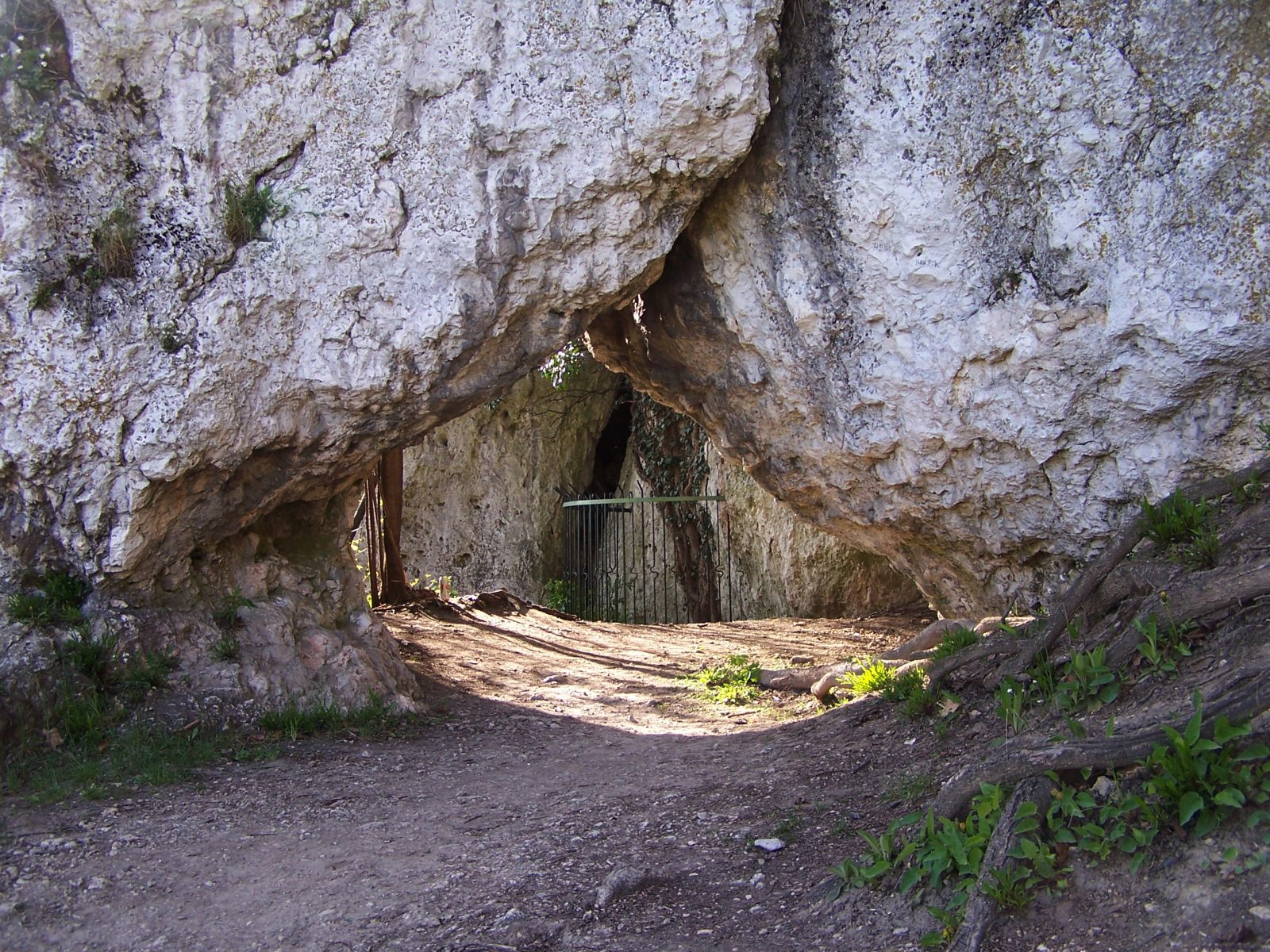
10.Jaskinia Nietoperzowa